# Summer Days (Inna)
Summer Days è un brano musicale della cantante rumena Inna. 
Il medesimo è stato reso disponibile in download digitale dal 29 settembre 2014 ed estratto come singolo promozionale.

## Il brano
Summer Days è un brano dance pop  che ha una durata di tre minuti e sedici secondi. È stato scritto da Andrew Frampton, Breyan Isaac, Inna e Thomas Joseph Rozdilsky mentre la produzione è stata fatta dai Play & Win.
Il brano era previsto per essere incluso nella tracklist finale del quarto album di inediti della cantante, ma alla fine non venne più inserito, ma nel 2020 nel canale soundcloud di Inna venne rilasciata una nuova versione del disco, includendo il brano scartato all'inizio e le tracce bonus. 

## Tracce
Download digitale
Testi e musiche di Andrew Frampton, Breyan Isaac, Inna e Thomas Joseph Rozdilsky; edizioni musicali Global Records.
1. Summer Days – 3:49
2. Summer Days (Chris Landers Remix) – 3:32